# Іллі (жанр)
Іллі  — героїко-епічні пісні вайнахів (чеченців та інгушів). Найбільший розвиток жанр отримав у XVI-XIX століттях.

## Жанрові особливості
Традиційно Іллі виконувалися чоловіками у супроводі пондара. Однією з стильових особливостей Іллі є приуроченість пісенних подій до певного часу року, доби, що робить їх сюжети більш достовірними для слухачів. Були сформовані деякі поетичні формули  — кожному етапу оповіді, дії героя відповідає певний час доби, наприклад, пісенні події найчастіше починаються ввечері, герой вирушає в похід  — вранці. Естетичним законом жанру також є зображення противників героя через їх непристойні вчинки.
Основна ідея Іллі нерідко міститься в переживаннях героя, його промовах, роздумах та думах. Ще однією ознакою епічності є стійка форма звернень героїв один до одного. Проводжаючи сина в похід, мати вимовляє напуття, після виїзду із села, герой звертається з промовою до коня, є також звернення героя до Тереку, матері (вона займає в епосі
особливе місце)  — до лікарів, лікуючим пораненого сина. Ці пізні епічні мотиви говорять про усталеність композиційної моделі.
Існують також пародійні, іронічні Іллі, наприклад, «Іллі про боягузливого Ганжабі». У їх побудові використані ті ж прийоми, що і в звичайних Іллі, це робить пародію гострішою. Поява Іллі-пародій говорить про еволюційну завершеність жанру. У деяких Іллі присутні запозичення з давнього НАРТ-орстхойського богатирського епосу. Існують пісні, народжені у взаємодії з пісенно-поетичною культурою Дагестану. Пізнім Іллі притаманний антифеодальний характер та гостросоціальні мотиви.
У багатьох Іллі зображені реальні історичні події. Зазвичай в основу сюжету лягав епос про опір насильству загарбників, боротьба з несправедливістю, проти іноземних князів, місцевих феодалів, помста. Популярні сюжети про епічні випробуваннях головного героя, які він проходить, борючись за наречену.
Головні лейтмотиви чеченських Іллі  — це прагнення до свободи особистості, слідування гірському кодексу честі, захист батьківщини та честі роду, вміння гідно виходити з найважчих ситуацій, нескінченна любов матері до сина, біль за рідну землю.

## Роль у суспільстві
Іллі виконували виховні функції в чеченському суспільстві. Через них передавалася система моральних цінностей, духовно-моральні орієнтири, представлялася правильна модель поведінки в різних життєвих ситуаціях. 
Іллі також виконували функцію психологічної підтримки. Недарма, як свідчить легенда, коли великий завойовник Тимур запитав у своїх воїнів, забрали чи вони у чеченців дечіг-пондура, почувши негативну відповідь, сказав: «Значить, ми їх лише розбили, але не підкорили....» 
Крім того, Іллі консолідували суспільство для боротьби з іноземними завойовниками.

## Герої
Головним героєм Іллі зазвичай є к'онах-кӀант (молодець)  — збірний образ, що володіє якостями ідеального чоловіка. Він хоробрий, чесний, знає і дотримується горський етикет, хороший воїн, байдужий до слави та почестей, завжди заступається за слабких та готовий дати мудру пораду. Звання «к'онаха-кӀанта» неофіційно давав сам народ. Отримати таке прізвисько мріяв кожний чеченець і йшов до цього все життя. При цьому к'онах, на відміну від героїв-богатирів стародавнього епосу, позбавлений надлюдських можливостей, він цілком реальний та перемагає ворогів завдяки своїм особистим якостям, без допомоги чаклунства. Нерідко іншому головного героя є представник іншого народу. Обов'язкові атрибути героя  — хороший швидкий кінь і зброя. Чимало пісень про реальні історичні особистості (цикл Іллі про Бейбулат Таймієве та ін.).

## Виконання
Виконуються зазвичай чоловіками. Стародавні сказателі виконували Іллі під акомпанемент дечіг-пондура (чеченський національний струнний інструмент, що нагадує балалайку). Як зазначив у XIX  столітті російський дослідник Н. С. Семенов, під час виконання Іллі в традиційній обстановці сказитель переживає за свого пісенного героя, а слухачі емоційно реагують на розвиток сюжету.

## Відомі виконавці
Абдурзаков Микаил, Бетельгіреев Сайд-Магомед, Гакашев Магомед, Джанараліев С., Ібрагімов Сангарі, Мехтієв Дауд, Мохмад з села Чишки, Орзімов Денісолт, Орцуев насухо, Сулейманов Бауден, Темуркаев Ахмед, туша А., Шида Сайд-Ахмед, Ельбердов Асхаб та ін

## Дослідження та публікації
- Перша публікація чеченської народної пісні в нотного запису була здійснена в «Азійському музичному журналі», що виходив під редакцією Івана Добровольського в 1816 — 1818 роках в Астрахані.
- 1849 року І. А. Клінгер були зроблені записи шести чеченських пісень, вони збереглися в архіві Володимира Федоровича Одоєвського. Пізніше С. В. Татаева у своїй статті «До питання про записи та публікаціях творів чеченського музичного фольклору в першій половині XIX ст.», Опублікованій в 1980 — 1981 рр.. дала музичний аналіз записаних Клінгер чеченських пісень справедливо названих «одним з перших зразків музичного фольклору чеченців».
- 1852 року Л. Н. Толстой записав від своїх друзів чеченців Садо Місербіева та Балти Ісаєва дві ліричні пісні  — «Я сама б себе вбила» («Су санна Техна лірьера») і «Ах, тяжко мені, рідна матінка» («Алалу Бал'аданів Шилюка Шамне баба вай анни»). Вони були записані російськими літерами на чеченською мовою та також мали переклад. Ці записи визнані 1927 року «першим за часом письмовою пам'яткою чеченської мови».
- У першій половині XX столітті було видано три томи, присвячених вивченню чеченського фольклору, четвертий видали 1970 року на приватні кошти. Він містить близько 40 Іллі.
- Наприкінці 2007 року під егідою Академії наук Чеченської Республіки був опублікований п'ятий том «Чеченського фольклору», до якого увійшли Іллі і лірико-епічні пісні  — УЗАМ (попередній том був виданий 2005 року). Укладач фольклорного видання фольклорист, керівник Росохоронкультури РФ по ЧР Ісмаїл Мунаєв. Книга являє собою наукове видання оригінальних автентичних текстів народних поетичних творів пізнього в стадіальному відношенні героїко-історичного епосу чеченців, існувало ще до останнього десятиліття XX століття.